# Сунчев медвед
Сунчев медвед или малајски медвед (Helarctos malayanus) је крупна врста сисара из реда звери и породице медведа (Ursidae).

## Распрострањење
Ареал сунчевог медведа обухвата већи број држава.
Врста је присутна у Малезији, Индонезији, Кини, Индији, Бангладешу, Непалу, Тајланду, Брунеју, Камбоџи, Лаосу, Бурми и Вијетнаму. Врста је изумрла у Сингапуру.

## Станиште
Станишта врсте су тропске шуме, мочварна подручја, брдовити предели и слатководна подручја. Врста је присутна на подручју острва Суматра и Борнео у Индонезији.

## Подврсте
Подврсте сунчевог медведа:
- малајски сунчев медвед (H. m. malayanus);
- борнејски сунчев медвед (H. m. euryspilus).

## Угроженост
Ова врста се сматра рањивом у погледу угрожености врсте од изумирања.